# Anne-Dauphine Julliand
Anne-Dauphine Julliand (París, 23 de noviembre de 1973) es una escritora, periodista y directora de cine francesa.

## Biografía
Anne-Dauphine Julliand estudió periodismo y luego escribió, primero en la prensa generalista y luego en la prensa especializada.
En julio de 2000, se casó y tuvo cuatro hijos: Thaïs, Gaspard, Arthur y Azylis.
En 2006, su vida dio un giro radical, cuando a una de sus hijas, Thais, nacida el 29 de febrero de 2004, le detectaron una leucodistrofia metacromática, una enfermedad degenerativa. Su esperanza de vida era muy limitada, y al año siguiente falleció. Su hermana menor, Azylis, también portadora de la misma enfermedad, recibió un trasplante de médula, con lo que la enfermedad progresó más lentamente. Pero, finalmente, Azylis falleció el 20 de febrero de 2017.

## Publicaciones e incursión en el cine[7]
- "Llenaré tus días de vida"[8] (Temas de hoy, 2011) donde cuenta la vida, enfermedad y muerte de su hija Thaïs. Este libro ha vendido más de 350.000 ejemplares en Francia, y ha sido traducido a más de veinte idiomas. Con este libro ha recibido el Premio Pilgrim.
- "Un día especial"[9] (Palabra, 2013) donde cuenta la historia de su familia. De este libro se han hecho más de 60.000 copias en Francia.

En 2016, dirigió el documental "Ganar al viento", protagonizado por cinco niños: Imad, Amber, Charles, Camille y Tugdual. Los cinco han sido diagnosticados con patologías graves. El documental se grabó con una única cámara.